# Corynoptera subvivax
Corynoptera subvivax är en tvåvingeart som beskrevs av Werner Mohrig 1985. Corynoptera subvivax ingår i släktet Corynoptera och familjen sorgmyggor.
Artens utbredningsområde är Österrike. Inga underarter finns listade i Catalogue of Life.